# Fonzaleche
Fonzaleche is een gemeente in de Spaanse provincie en regio La Rioja met een oppervlakte van 17,00 km². Fonzaleche telt 146 inwoners (1 januari 2016).

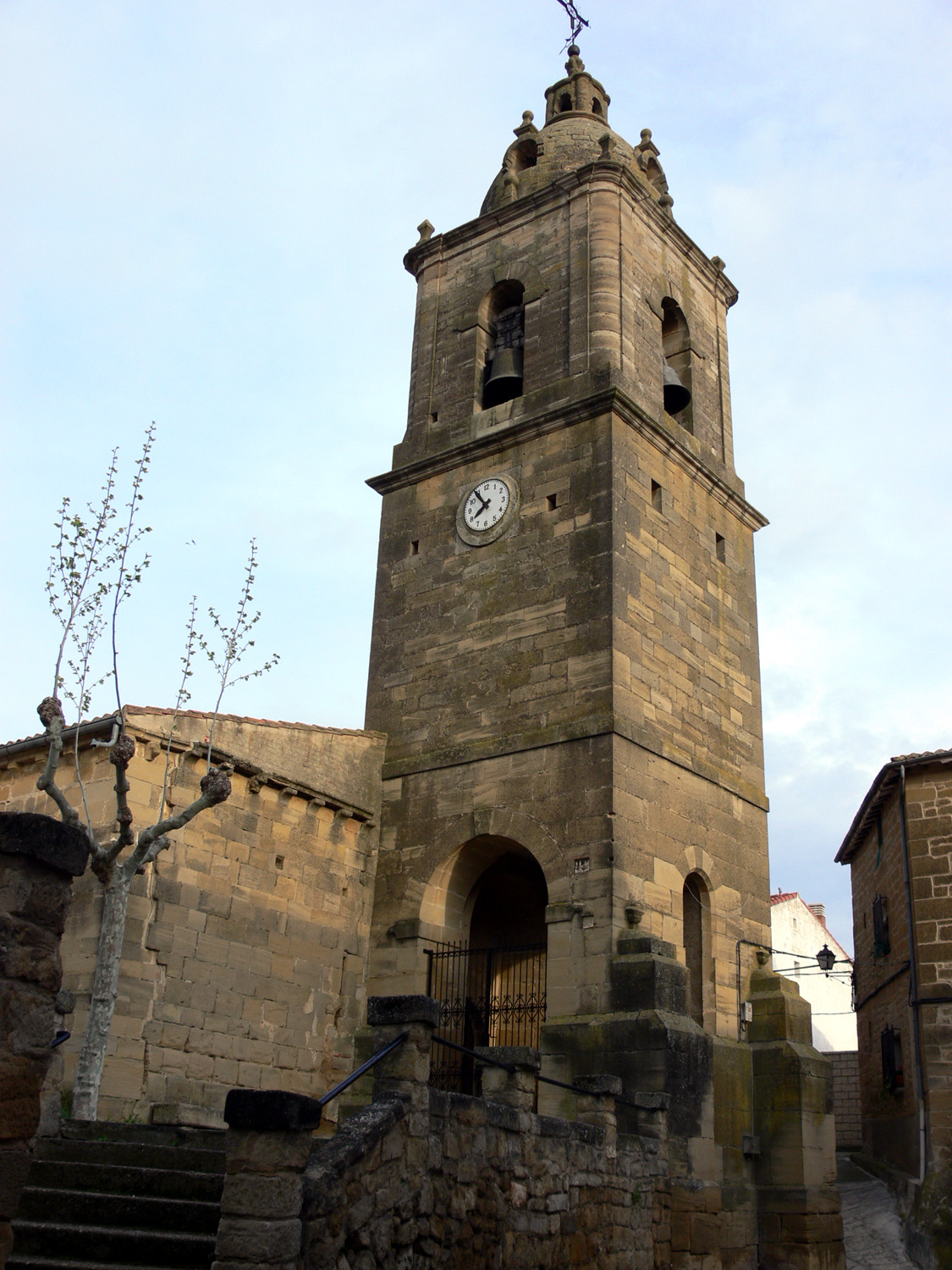
Kerk van San Martín
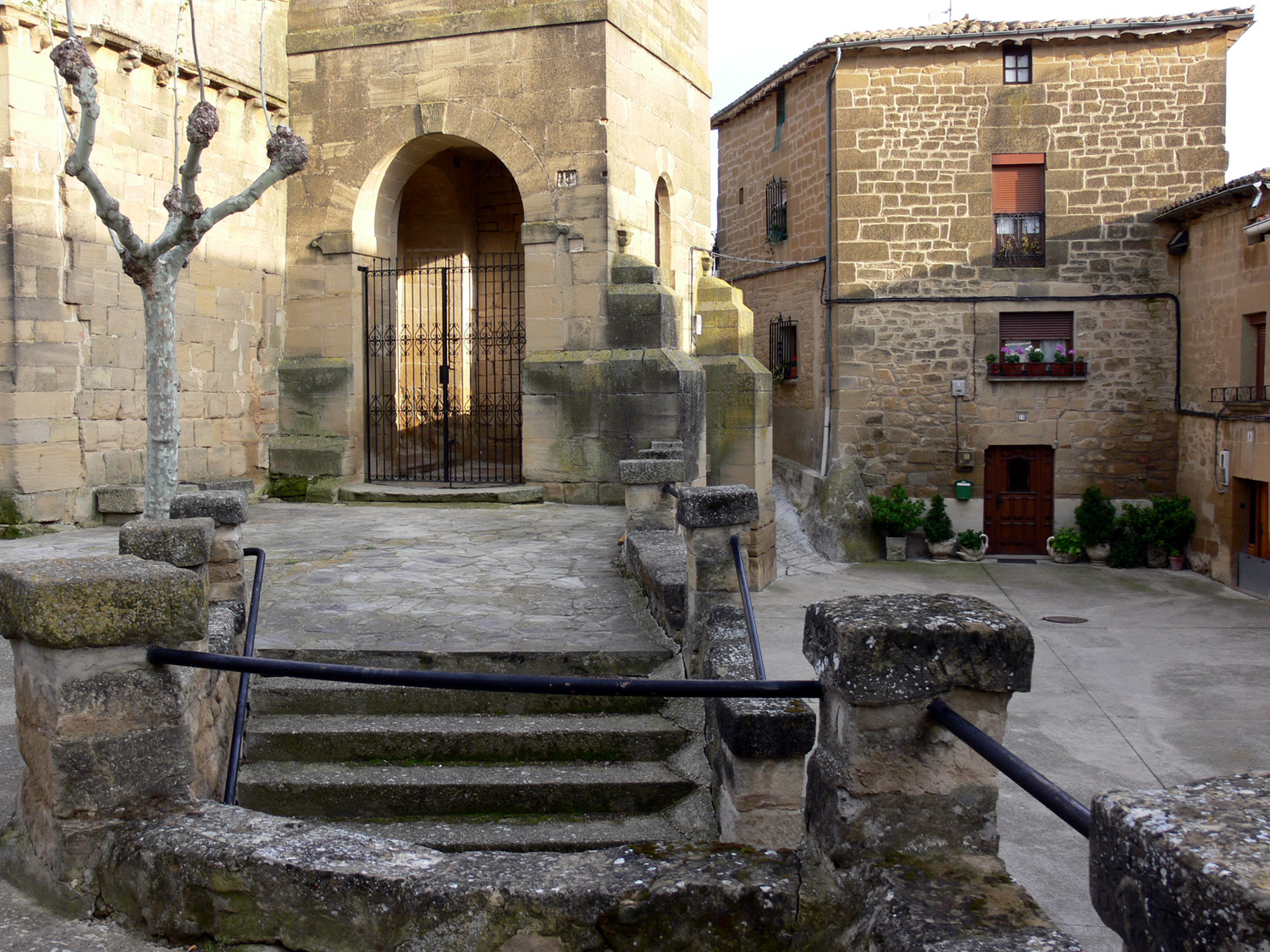
Fonzaleche

## Demografische ontwikkeling
Bron: INE, 1857-2011: volkstellingen
Opm.: In 1857 werd de gemeente Villaseca aangehecht